# Streptopus parasimplex
Streptopus parasimplex là một loài thực vật có hoa trong họ Măng tây. Loài này được H.Hara & H.Ohashi miêu tả khoa học đầu tiên năm 1973.